# Yousif Mirza
Yousif Mohamed Ahmed Mirza Al-Hammadi (arab. ‏يوسف محمد احمد•ميرزا الحمادي‎, ur. 8 października 1988 w Chaur Fakkan) – emiracki kolarz szosowy i torowy. Olimpijczyk (2016).
Pierwszy w historii Emiratczyk, który podpisał kontrakt z zespołem dywizji UCI WorldTeams.
Kolarstwo uprawiał również jego starszy brat, Badr Mirza.

## Osiągnięcia

### Kolarstwo szosowe
Opracowano na podstawie:

2008
- 2. miejsce w Umm Al Quwain International Race

2010
- 3. miejsce w Vice President Cup

2012
- 1. miejsce na 3. etapie Tour de Ijen

2013
- 2. miejsce w mistrzostwach Zjednoczonych Emiratów Arabskich (jazda indywidualna na czas)
- 1. miejsce w mistrzostwach Zjednoczonych Emiratów Arabskich (start wspólny)
- 3. miejsce w Trophée de l'Anniversaire
- 1. miejsce na 2. etapie Sharjah International Cycling Tour
- 1. miejsce w Tour of Al Zubarah
  - 1. miejsce w klasyfikacji punktowej
  - 1. miejsce na 1. i 2. etapie

2014
- 1. miejsce w klasyfikacji górskiej Tour d’Algérie
- 1. miejsce w mistrzostwach Zjednoczonych Emiratów Arabskich (jazda indywidualna na czas)
- 1. miejsce w mistrzostwach Zjednoczonych Emiratów Arabskich (start wspólny)
- 2. miejsce w Sharjah International Cycling Tour
- 1. miejsce w klasyfikacji punktowej Tour of Al Zubarah
  - 1. miejsce na 2. i 3. etapie

2015
- 2. miejsce w mistrzostwach Azji (start wspólny)
- 3. miejsce w mistrzostwach Zjednoczonych Emiratów Arabskich (jazda indywidualna na czas)
- 1. miejsce w mistrzostwach Zjednoczonych Emiratów Arabskich (start wspólny)

2016
- 1. miejsce w mistrzostwach Zjednoczonych Emiratów Arabskich (start wspólny)
- 1. miejsce na 1. etapie Tour de Tunisie

2017
- 2. miejsce w mistrzostwach Azji (start wspólny)
- 1. miejsce w mistrzostwach Zjednoczonych Emiratów Arabskich (jazda indywidualna na czas)
- 1. miejsce w mistrzostwach Zjednoczonych Emiratów Arabskich (start wspólny)

2018
- 1. miejsce w mistrzostwach Azji (start wspólny)
- 1. miejsce w mistrzostwach Zjednoczonych Emiratów Arabskich (start wspólny)
- 1. miejsce w mistrzostwach Zjednoczonych Emiratów Arabskich (jazda indywidualna na czas)

2019
- 1. miejsce w mistrzostwach Zjednoczonych Emiratów Arabskich (jazda indywidualna na czas)
- 1. miejsce w mistrzostwach Zjednoczonych Emiratów Arabskich (start wspólny)
- 2. miejsce w Tour of Egypt
  - 1. miejsce na 5. etapie

2021
- 1. miejsce w mistrzostwach Zjednoczonych Emiratów Arabskich (start wspólny)
- 1. miejsce w mistrzostwach Zjednoczonych Emiratów Arabskich (jazda indywidualna na czas)

2022
- 1. miejsce w mistrzostwach Zjednoczonych Emiratów Arabskich (jazda indywidualna na czas)
- 1. miejsce w mistrzostwach Zjednoczonych Emiratów Arabskich (start wspólny)
- 1. miejsce w igrzyskach Rady Współpracy Zatoki Perskiej (jazda drużynowa na czas)

### Kolarstwo torowe
Opracowano na podstawie:

2017
- 3. miejsce w mistrzostwach Azji (wyścig punktowy)

2018
- 2. miejsce w mistrzostwach Azji (omnium)
- 1. miejsce w mistrzostwach Azji (wyścig punktowy)

2019
- 2. miejsce w mistrzostwach Azji (omnium)

## Rankingi

### Kolarstwo szosowe
| Rok             | 2008 | 2009 | 2010 | 2011 | 2012 | 2013 | 2014 | 2015 | 2016  | 2017  | 2018 | 2019 | 2020 | 2021 | 2022 |
| --------------- | ---- | ---- | ---- | ---- | ---- | ---- | ---- | ---- | ----- | ----- | ---- | ---- | ---- | ---- | ---- |
| World Ranking   |      |      |      |      |      |      |      |      | 1361. | 345.  | 300. | 437. | -    | 687. | 477. |
| UCI Europe Tour | -    | -    | -    | -    | -    | -    | -    | -    | 1783. | 1874. | -    |      |      |      |      |
| UCI Asia Tour   | 33.  | -    | 66.  | -    | 261. | 242. | 16.  | 39.  | -     | 18.   | 8.   | 13.  | -    | 13.  | 13.  |
| UCI Africa Tour | 216. | -    | -    | -    | -    | 62.  | 188. | 88.  | 92.   | -     | -    |      |      |      |      |
|                 |      |      |      |      |      |      |      |      |       |       |      |      |      |      |      |
| Źródło: UCI     |      |      |      |      |      |      |      |      |       |       |      |      |      |      |      |